# Партизанско гробље у Мостару
|  | Овај чланак је део чланка о Споменицима посвећеним Народноослободилачкој борби 1941—1945. |

Партизанско гробље у Мостару је изграђено 1965. године у спомен погинулим Мостарцима у Народноослободилачкој борби (НОБ), од 1941. до 1945. године. Пројектовао га је архитекта Богдан Богдановић.

## Историјат
Идеја за изградњу спомен-гробља потекла је почетком 1960-их година, а глави иницијатор градње био је тадашњи високи државни и партијски функционер Џемал Биједић, који је рођен у Мостару. Градња гробља почела је октобра 1960. године, а оно је свечано отворено 25. септембра 1965. године на двадесету годишњицу ослобођења Мостара. Отварању гробља присуствовао је и председник СФРЈ Јосип Броз Тито.
Гробље се налази у западном делу Мостара, на узвишици коју карактеришу широке зелене површине и одатле се пружа леп поглед на готово читав град. Сам споменик се распростире на 5.000 m² и на шест неправилних тераса. Поред архитекте Богдана Богдановића, на изградњи спомен-гробља учествовао је и грађевински инжењер Ахмет Рибца, који је руководио бушењем и уређењем брда на ком је смештено гробље. Током времена, спомен-гробље је постало један од симбола Мостара.
На гробљу се налази 810 надгробних плоча, које имају јако симболично значење, као и цео споменик. Облици надгробних плоча којима су обележени пали борци подсећају на посечено стабло - симбол прекинуте младости. За градњу споменика употребљене су камене плоче које су скинуте са старих и девастираних камених кућа.
На гробљу је укупно сахрањено око 500 посмртних остатака партизанских бораца из Мостара и околине. Међу сахрањенима на гробљу, налазе се и народни хероји:
- Младен Балорда
- Карло Батко
- Љубо Брешан
- Лео Брук
- Јусуф Чевро
- Мустафа Ћемаловић
- Рифат Фрењо
- Митхат Хаћам
- Сафет Мујић
- Шефик Обад
- Ахмет Пинтул
- Хасан Захировић Лаца

У периоду од 1992. до 1995. године, гробље је било оштећено услед ратних дејстава у Босни и Херцеговини. После завршетка рата, гробље је наставило да пропада услед занемривања и вандализма. Прве иницијативе за обнову гробља јавиле су се 2003. године. А оно је уређено и поново отворено за јавност 9. маја 2005. године, поводом шездесете годишњице победе над фашизмом. Године 2006. гробље је проглашено националним спомеником Босне и Херцеговине.
Гробље је значајно девастирано током 2022. године када су оштећене све спомен плоче.